# Tampico Madero Fútbol Club
El Tampico Madero Fútbol Club és un club de futbol mexicà de la ciutat de Tampico i Ciudad Madero, Tamaulipas.

## Temporades
Va ser fundat el 8 de juliol de 1945 amb el nom Club Deportivo Tampico. El club jugà a primera divisió les temporades següents:
| Any     | Pos | PJ | G  | E  | P  | GF | GC | PTS |
| ------- | --- | -- | -- | -- | -- | -- | -- | --- |
| 1945-46 | 13  | 30 | 9  | 3  | 18 | 61 | 97 | 21  |
| 1946-47 | 6   | 28 | 12 | 8  | 8  | 51 | 42 | 32  |
| 1947-48 | 7   | 28 | 11 | 5  | 12 | 62 | 64 | 27  |
| 1948-49 | 13  | 28 | 7  | 8  | 13 | 34 | 45 | 22  |
| 1949-50 | 10  | 26 | 8  | 8  | 10 | 43 | 47 | 24  |
| 1950-51 | 9   | 22 | 1  | 12 | 10 | 34 | 38 | 19  |
| 1951-52 | 6   | 22 | 9  | 5  | 8  | 43 | 37 | 23  |
| 1952-53 | 1   | 22 | 14 | 6  | 2  | 45 | 28 | 34  |
| 1953-54 | 4   | 22 | 9  | 5  | 8  | 49 | 45 | 23  |
| 1954-55 | 6   | 22 | 8  | 7  | 7  | 28 | 35 | 23  |
| 1955-56 | 4   | 26 | 12 | 7  | 7  | 39 | 32 | 31  |
| 1956-57 | 10  | 22 | 7  | 6  | 11 | 27 | 46 | 20  |
| 1957-58 | 12  | 22 | 5  | 7  | 14 | 22 | 39 | 17  |
| 1959-60 | 7   | 26 | 8  | 9  | 9  | 52 | 55 | 25  |
| 1960-61 | 6   | 26 | 10 | 6  | 10 | 44 | 43 | 26  |
| 1961-62 | 8   | 26 | 7  | 9  | 10 | 37 | 41 | 23  |
| 1962-63 | 14  | 26 | 5  | 7  | 14 | 39 | 50 | 17  |

| Any       | Pos  | PJ | G  | E  | P  | GF | GC | PTS | Final temporada |
| --------- | ---- | -- | -- | -- | -- | -- | -- | --- | --------------- |
| 1977-78   | G1.2 | 38 | 11 | 12 | 14 | 53 | 55 | 35  | Semifinal       |
| 1978-79   | G2.3 | 38 | 11 | 13 | 14 | 59 | 65 | 65  | No classificat  |
| 1979-80   | G2.2 | 38 | 15 | 11 | 12 | 61 | 54 | 33  | Quarts-final    |
| 1980-81   | G4.4 | 38 | 11 | 12 | 15 | 57 | 60 | 34  | No classificat  |
| 1981-82   | G3.5 | 38 | 8  | 20 | 45 | 45 | 72 | 26  | Descens         |
| 1982-83   | G2.5 | 38 | 12 | 9  | 17 | 49 | 61 | 33  | No classificat  |
| 1983-84   | G3.3 | 38 | 16 | 9  | 13 | 64 | 61 | 41  | No classificat  |
| 1984-85   | G2.3 | 38 | 17 | 8  | 13 | 65 | 58 | 42  | No classificat  |
| Prode 85  | G1.1 | 8  | 5  | 0  | 3  | 21 | 12 | 10  | Final           |
| Mexico 86 | G2.2 | 18 | 11 | 2  | 5  | 45 | 25 | 24  | Final           |
| 1986-87   | G2.3 | 40 | 16 | 9  | 15 | 60 | 59 | 41  | No classificat  |
| 1987-88   | G1.4 | 38 | 7  | 18 | 13 | 50 | 62 | 38  | No classificat  |
| 1988-89   | G3.1 | 38 | 20 | 7  | 11 | 87 | 56 | 53  | Quarts-final    |
| 1989-90   | G3.5 | 38 | 9  | 11 | 18 | 29 | 48 | 29  | No classificat  |

## Evolució de l'uniforme
| 1945 | 1960 | 1978 | 1986 | 1989 | Clausura 2015 |  |

| Apertura 2015 | 2016-17 |  |

## Palmarès
- Liga MX: 
  - 1952-53

- Copa MX: 
  - 1960-61

- Campeón de Campeones: 
  - 1961

- Segunda División de México: 
  - 1958-59, 1993-94